# Pier Luigi Nervi
Pour les articles homonymes, voir Nervi (homonymie).
Pier Luigi Nervi (né le 21 juin 1891 à Sondrio, en Lombardie - mort le 9 janvier 1979 à Rome) est un ingénieur italien.
Il est considéré comme un des ingénieurs et des architectes les plus significatifs du XXe siècle.

## Biographie

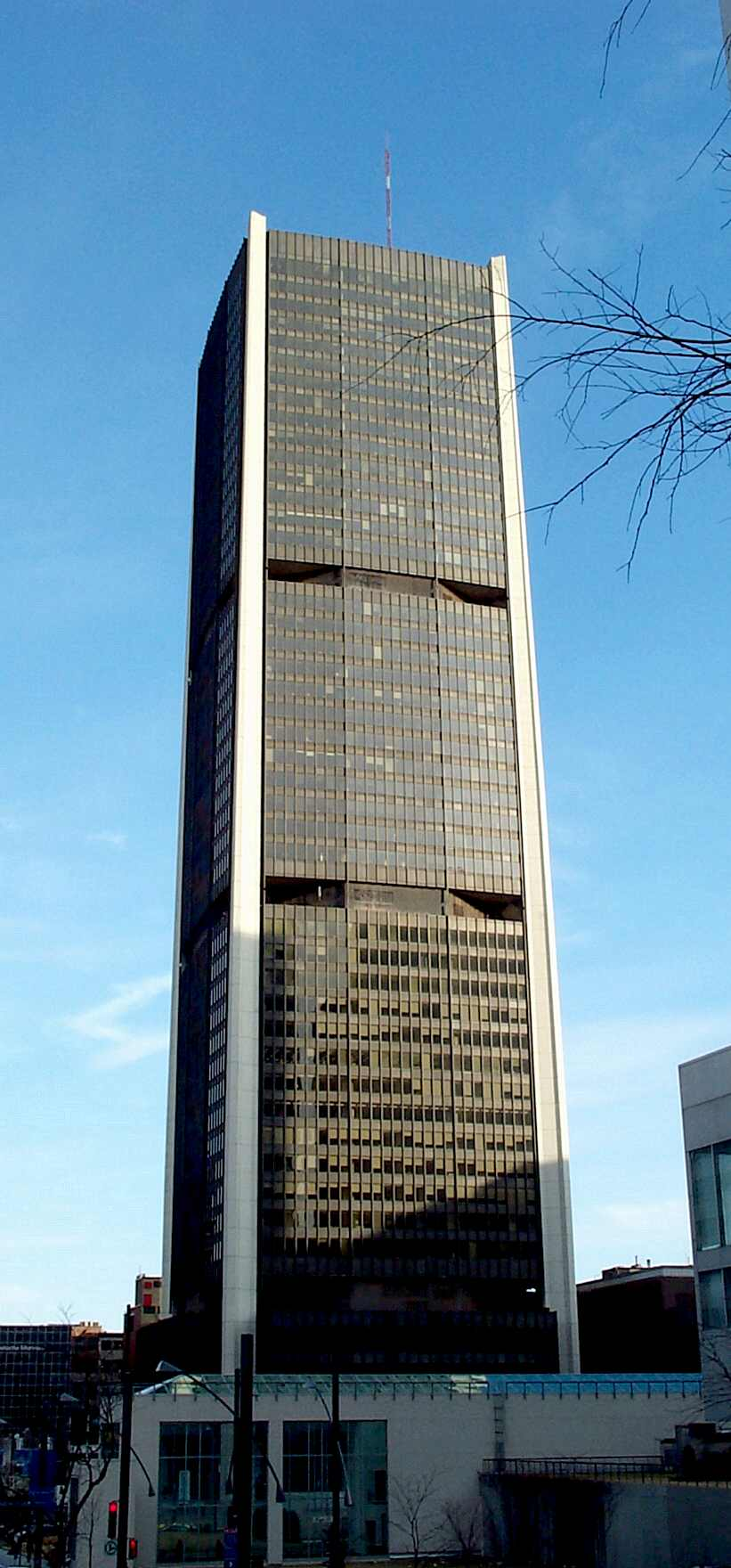
Bourse de Montréal (1964)

Pier Luigi Nervi étudie l'ingénierie à l'Université de Bologne, dont il sort diplômé en 1913.
Ses inventions, notamment dans le domaine du béton armé, lui permettent de résoudre de manière esthétique des valeurs architectoniques jusqu’alors insolubles.
L'une de ses premières réalisations importantes est le Stade Artemio-Franchi de Florence, construit entre 1929 et 1932. Pour les Jeux olympiques de 1960 à Rome, Pier Luigi Nervi construit le Palazzetto dello Sport, d'une capacité maximale de 4 000 places assises, où se déroulent les compétitions de basket-ball et d'haltérophilie. Il construit également la Salle Paul VI en 1969.
Après l’obtention de son diplôme en 1913, il rejoint la Société de Construction en Béton. Pendant la 1re guerre mondiale, il sert l’armée italienne au sein du corps d’ingénierie.
L’aviation se développant à vitesse grand V, l’Europe a besoin de s’équiper en hangars. Pier Luigi Nervi va alors se faire remarquer par la création de hangars aux portées gigantesques tel que celui d’Orvieto en 1935 entièrement construit en béton renforcé et ceux d’Orbetello et Torre del Lago en 1939, qui marque ses débuts vers une architecture légère, aux nervures préfabriquées et utilisant une méthode de construction modulaire. Et il participe aux compétitions artistiques des Jeux olympiques d'été de 1936.
Dans les années 1940, il développe le béton armé afin de participer à la reconstruction de bâtiments et surtout d’usines détruites pendant la guerre. Il fait même réaliser un bateau en béton armé afin de faire la promotion du gouvernement italien.
Il enseigne à l'Université Harvard de 1961 à 1962.
Sa philosophie est basée sur l’intuition qui prend même plus de place que les mathématiques dans la construction de ses structures. Se tournant vers le passé, il emprunte les modèles de l’architecture romaine et de la Renaissance tout en appliquant des nervures et des voûtes pour améliorer la résistance et éliminer les colonnes. Par la réduction des appuis et la finesse de ses structures, il peut résoudre les grandes problématiques architecturales de son époque.
Pier Luigi Nervi étudie et pratique en tant « qu’ingénieur du bâtiment ». Or en Italie à l’époque et c’est encore vrai maintenant, un ingénieur du bâtiment peut aussi être considéré comme un architecte. Face à la demande énorme de constructions à l’époque en Italie, Nervi contribue à faire du béton armé le principal matériau structurel en Europe. Il expose ses idées sur la construction dans quatre livres et dans de nombreux articles savants.

## Publication
- Savoir construire (traduction de Muriel Gallot, Federico Fazzi, Jean-Rémy Nguyen et Margherita Ratti), Éditions du Linteau, Paris, 2016
- Scienza o arte del costruire?, Bussola, Rome, 1945
- Structures, Dodge, New York, 1958
- Aesthetics and Technology in Building. Cambridge, Mass, Harvard, 1966